# Overspray
Als Overspray oder Lacknebel bezeichnet man bei Spritz- und Sprühapplikationen den Anteil des verspritzten Materials (z. B. Lack, Dämm- oder Klebstoffe), der nicht auf das Werkstück gelangt,  sondern in Form von Sprühnebel in die Umgebung entweicht.

## Beschreibung
Overspray wird durch Vorbeispritzen am Werkstück sowie durch seitlich abströmende, feine Lacktröpfchen von der Werkstückoberfläche verursacht. Die Materialverluste hängen somit sowohl von der Werkstückgeometrie als auch von der verwendeten Sprühtechnologie und deren Handhabung ab. Auch Verschleißerscheinungen an Spritzdüsen können einen erhöhten Overspray zur Folge haben.
Durch unterstützende Techniken, z. B. elektrostatische Verfahren, und weiterentwickelte Spritztechniken, z. B. HVLP-Technik oder Viskositätsnachführung (der Regulierung des Materialflusses auch bei Variation der Materialviskosität), sowie optische Kamerasysteme zur Live-Überwachung der Lage und Qualität während der Applikation kann der Anteil des Oversprays erheblich reduziert werden. Auch durch den Einsatz von Lackierrobotern kann der Overspray vermindert werden. Automatisierte Beschichtungsverfahren ermöglichen eine Rückführung des Oversprays in den Produktionsprozess.
Seitens des Fraunhofer-Instituts für Produktionstechnik und Automatisierung betrachtet man Overspray als eines der größten Probleme der Ressourcennutzung der Lackiertechnik, da durchschnittlich 50 % des Lacks nicht genutzt würden.